# Tolhuin
Tolhuin är en stad i provinsen Eldslandet i Argentina. Staden har 2 949 invånare enligt 2010 års folkräkning. Den ligger vid Lago Fagnanos östra strand, på den södra delen av Isla Grande de Tierra del Fuego. Det är den tredje största orten på den argentinska sidan av Eldslandet efter Ushuaia och Río Grande.
Tolhuin grundades den 9 oktober 1972. Stadens namn betyder "som ett hjärta" på ona.